# فرید ناظر فصیحی
فرید ناظرفصیحی طراح جلوه‌های ویژه جلوه های رایانه ای و بصری سینما و تلویزیون است.
فرید ناظرفصیحی برندهٔ سیمرغ بلورین بهترین جلوه‌های ویژه بصری از سی و ششمین دوره جشنواره فیلم فجر برای فیلم چهارراه استانبول و ابلق است.

## فیلم‌شناسی
- ابلق (فیلم) ۱۳۹۹
- سلفی با دموکراسی ۱۳۹۸
- زنبور کارگر ۱۳۹۸
- سگ‌بند ۱۳۹۸
- رحمان ۱۴۰۰ ۱۳۹۷
- جان‌دار (فیلم) ۱۳۹۷
- شبی که ماه کامل شد ۱۳۹۷
- سمفونی نهم (فیلم) ۱۳۹۶
- درخونگاه ۱۳۹۶
- مصادره ۱۳۹۶
- چهارراه استانبول (فیلم) ۱۳۹۶
- آینه بغل ۱۳۹۶
- ناپدید شدن ۱۳۹۶
- دریاچه ماهی ۱۳۹۵
- چهل کچل ۱۳۹۵
- من سالوادور نیستم ۱۳۹۴
- فصل نرگس ۱۳۹۴
- آبجی ۱۳۹۴
- نفس ۱۳۹۴
- ممیرو ۱۳۹۴
- چراغ‌های ناتمام ۱۳۹۴
- روباه ۱۳۹۳
- شرفناز ۱۳۹۳
- بدون مرز ۱۳۹۳
- شیار ۱۴۳ ۱۳۹۲
- انارهای نارس ۱۳۹۲
- او خوب سنگ می‌زند ۱۳۹۱

## سریال
- پایتخت (فصل پنجم)
- پایتخت (فصل ششم)
- دوپینگ (مجموعه تلویزیونی)
- هم‌گناه

## جوایز

### جشنواره فیلم فجر
- برنده (سیمرغ بلورین بهترین جلوه های ویژه بصری) ۱۳۹۶ چهارراه استانبول
- کاندید (بهترین جلوه‌های ویژه میدانی و جلوه‌های ویژه بصری) نفس

### جشن سینمای ایران
- کاندید (تندیس بهترین جلوه ‌های بصری) شبی که ماه کامل شد ۱۳۹۸
- برنده (تندیس بهترین جلوه‌های بصری) چهارراه استانبول چهارراه استانبول ۱۳۹۷
- کاندید (بهترین جلوه‌های ویژه میدانی و جلوه‌های ویژه بصری) نفس ۱۳۹۶
- کاندید (تندیس بهترین جلوه‌های بصری) نفس ۱۳۹۵

### جشندنیای تصویر(جشن حافظ)
- (تندیس بهترین دستاورد فنی و هنری) ۱۳۹۷ چهارراه استانبول کاندید

### جشنواره بین‌المللی فیلم شهر
- دیپلم افتخار (تندیس زرین بهترین دستاورد فنی یا هنری) چهارراه استانبول ۱۳۹۷